# Forcipomyia brevipennis
Forcipomyia brevipennis är en tvåvingeart som först beskrevs av Macquart 1826.  Forcipomyia brevipennis ingår i släktet Forcipomyia och familjen svidknott. Inga underarter finns listade i Catalogue of Life.